# Stanisław Radzikowski
Stanisław Radzikowski (ur. 7 września 1893 w Przystani, zm. 22 maja 1915 pod Konarami) – żołnierz Legionów Polskich, kawaler Orderu Virtuti Militari.

## Życiorys
Urodził się 7 września 1893 w Przystani jako syn Władysława i Heleny z domu Piotrowskiej. Kształcił się w gimnazjach we Lwowie i w Sokalu. Ukończył C. K. V Gimnazjum we Lwowie. Od 1914 należał do Związku Strzeleckiego. Po maturze odbywał praktykę lasową, po której podjął kształcenie na kursach w Szkole Lasowej we Lwowie. 15 lipca 1914 został absolwentem studiów w Wyższej Szkole Gospodarstwa Leśnego we Lwowie.
Po wybuchu I wojny światowej w dniu 6 sierpnia 1914 przystąpił do oddziałów strzeleckich. Trafił do Legionów Polskich i został żołnierzem 3 kompanii III batalionu 1 pułku piechoty w składzie I Brygady. Odbył całą kampanię. W trakcie bitwy pod Konarami (wzgl. pod Klimontowem) 22 maja 1915 poległ w walce o lasek Kozinkowski, po tym jak został śmiertelnie ranny podczas próby wydostania spod ognia rannego dowódcy plutonu ppor. Radońskiego. 17 maja 1922 został pośmiertnie odznaczony orderem wojskowym „Virtuti Militari" V klasy.

## Ordery i odznaczenia
- Krzyż Srebrny Orderu Wojskowego Virtuti Militari nr 7261 – pośmiertnie, 17 maja 1922[5][4][1][2][3]
- Krzyż Niepodległości – pośmiertnie, 9 października 1933 „za pracę w dziele odzyskania niepodległości"[6][1][2][7]